# Satmar

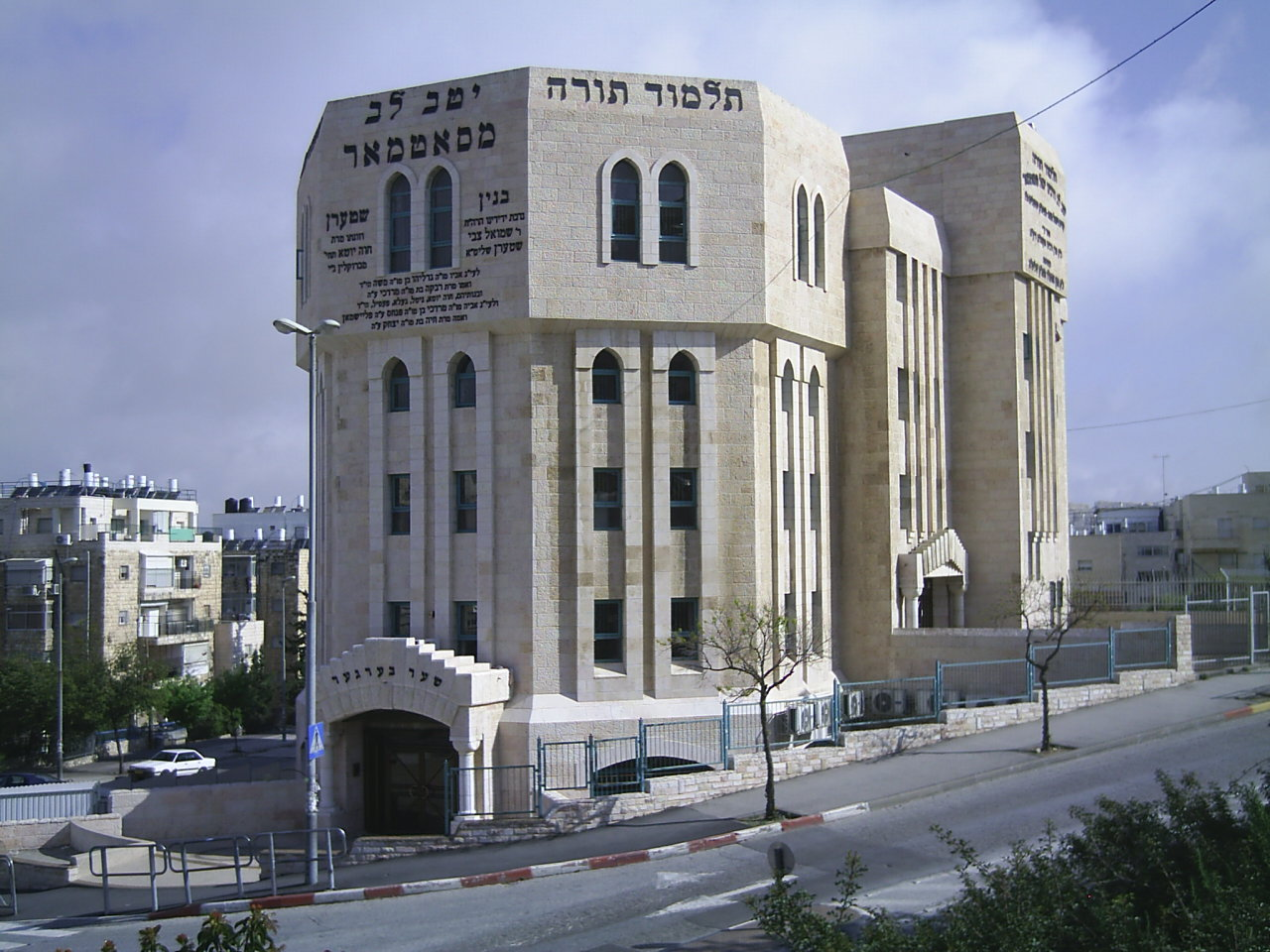
Scuola Satmar a Gerusalemme.

Satmar (o Chassidismo Satmar o Chassidismo Satmarer (Satmarico)) (ebraico חסידות סאטמאר) è un movimento chassidico principalmente di ebrei ungheresi e rumeni che sono sopravvissuti alla Seconda guerra mondiale. Fondato e guidato dal defunto Grande Rebbe Yoel Teitelbaum (1887-1979) di origine ungherese, che fu rabbino della città di Szatmárnémeti, Regno di Ungheria (ora Satu Mare, Romania) fino allo scoppio della guerra. Membri della sua congregazione vengono chiamati chassidim Satmar o chassidim Satmarer (satmarici).
Le due più grandi comunità Satmar si trovano a Williamsburg, Brooklyn e a Kiryas Joel; nella città New York esistono altre notevoli comunità a Borough Park, Monsey. Comunità di minori dimensioni si trovano sparse nel Nord America, in Europa, in Israele, in Argentina e in Australia. Il defunto Rebbe, Reb Yoel, possedeva anche il titolo di Rabbino Capo degli Edah HaChareidis di Gerusalemme (una comunità ultra ortodossa e antisionista a Gerusalemme), sebbene non avesse vissuto a Gerusalemme dopo il 1946.
Satmar è oggi uno dei più grandi e influenti movimenti chassidici, sebbene paragoni demografici attuali con altri movimenti chassidici non siano disponibili. Si crede comunque che i suoi membri ammontino a circa 130.000 individui, in continua crescita data l'alta fertilità di questo gruppo religioso. La cifra non include però una quantità di gruppi chassidici antisionisti minori di origine ungherese, che si allineano agli satmarici.

## Nome
Il nome ungherese viene dalla città d'origine Szatmár. Apparve per la prima volta in un documento scritto nel 1213 con la forma ortografica di "Zotmar". Originalmente derivava da un nome proprio di persona. Il nome rumeno inizialmente era Sǎtmar, che differiva dall'ungherese soltanto nell'ortografia, ma nel 1925 fu cambiato ufficialmente con Satu Mare. Tale versione significa "grande villaggio", col rumeno Satu ("villaggio") derivante dal latino fossatum, mentre Mare significa "grande/esteso" in rumeno.
Esiste una nota paretimologia, raccontata spesso anche dai membri stessi di Satmar, sul nome Satu Mare [che è la traduzione rumena della parola Szatmar] che asseriva significasse "Santa Maria". Molti chassidim - incluso a volte il Rebbe di Satmar, Reb Yoel - facevano riferimento alla città chiamandola "Sakmar" in modo da non usare il presunto nome "pagano". A parte questo, ora la vasta maggioranza dei più giovani chassidim usano il nome ungherese "Satmar".